# Alex Vincent
Alexander Vincent LoScialpo (Newark, Nueva Jersey, 29 de abril de 1981), conocido como Alex Vincent, es un actor, escritor e ingeniero de sonido estadounidense. Se le conoce por personificar a Andy Barclay en la franquicia de Child's Play, habiendo interpretado al personaje en Child's Play (1988), Child's Play 2 (1990), Curse of Chucky (2013), Cult of Chucky (2017), y en la serie de televisión producida por Syfy/USA Network Chucky (2021).

## Biografía y carrera
Alexander nació y creció en Maywood, Nueva Jersey, y se graduó en la Escuela Secundaria Hackensack en Hackensack, Nueva Jersey, en 1999. Cuando llegó a la escuela secundaria, trató de superar la imagen de una estrella infantil alejándose de los reflectores; pero, dos años más tarde decidió dar otra oportunidad a actuar.
A la edad de seis años, Vincent interpretó el papel de "Andy Barclay" en el filme de terror de 1988 Child's Play, protagonizada por Brad Dourif, Catherine Hicks y Chris Sarandon. Dos años más tarde, durante la filmación de Child's Play 2 de 1990, Vicent soportó largos días y exigiendo acciones que han probado la paciencia de una persona mayor.[cita requerida] Ha aparecido en comerciales de televisión, obras de teatro y en la película de 1989 Wait Until Spring, Bandin. En el año 2013, actuó en la película Curse of Chucky haciendo un cameo en una escena poscréditos, y retomó su papel en la nueva entrega de la saga en 2017 con Cult of Chucky.

## Filmografía

### Películas
| Año  | Título                     | Papel            | Notas              |
| ---- | -------------------------- | ---------------- | ------------------ |
| 1988 | Child's Play               | Andy Barclay     |                    |
| 1989 | Wait Until Spring, Bandini | Federico Bandini |                    |
| 1990 | Just Like in the Movies    | Carter Legrand   |                    |
| 1990 | Child's Play 2             | Andy Barclay     |                    |
| 1993 | My Family Treasure         | Jeff Danieloff   |                    |
| 2008 | Dead Country               | Alex             |                    |
| 2011 | On the Ropes               | Prank caller     |                    |
| 2013 | Curse of Chucky            | Andy Barclay     | Escena poscréditos |
| 2013 | House Guest                | Rob Murphy       |                    |
| 2017 | The Dark Military          | Vince            |                    |
| 2017 | Descending                 | Craven           |                    |
| 2017 | Cult of Chucky             | Andy Barclay     | [ 2 ] [ 3 ]        |
| 2019 | The Dark Military          | Vince            |                    |

### Televisión
| Año       | Título             | Papel        | Notas                     |
| --------- | ------------------ | ------------ | ------------------------- |
| 2020      | South of Central   | Él mismo     | Episodio: «Bad Decisions» |
| 2021–2024 | Chucky: The Series | Andy Barclay | Papel recurrente          |